# Giant God Warrior Appears in Tokyo
Giant God Warrior Appears in Tokyo (巨神兵東京に現わる, Kyoshinhei Tōkyō ni arawaru) est un court-métrage japonais de science fantasy, filmé en live action. Ce court métrage, scénarisé par Hideaki Anno et réalisé par Shinji Higuchi, a été produit par le studio Ghibli dans le cadre d'une exposition au musée d'art contemporain de Tokyo.

## Synopsis
Le court métrage décrit la destruction de la ville de Tokyo par un géant humanoïde doté d'armes superpuissantes.

### Contexte potentiel du synopsis
Le court-métrage pourrait être une sorte de préquelle au film d'animation Nausicaä de la Vallée du Vent, où l'on décrirait la situation du monde de Nausicaä, et les évènements en son sein, 1000 ans avant ceux du film d'animation. Néanmoins, le court métrage semble se dérouler dans notre monde. Dans Nausicaä, les dieux guerriers géants sont des armes biomécaniques lâchées sur le monde par l'humanité pendant une guerre mondiale et sont en fin de compte responsables de l'apocalypse nucléaire en résultant (le film d'animation se déroule 1000 ans après l'apocalypse nucléaire).

### Scénario
La narration du film se fait à travers une narratrice invisible et sans nom, qui décrit la veille du ravage de la ville. Elle décrit comment un imposteur qui ressemble à son frère arrive à son appartement et l'a prévenue de ce qui allait se passer et lui demande d'avertir les autres. Il disparaît mais elle ne tient pas compte de ce message, et bientôt des spores géantes et brillantes apparaissent au-dessus de la ville. Ces spores marquent l'arrivée d'un dieu guerrier géant (ressemblant aux dieux-guerrier qui ont détruit le monde en sept jours dans le film Nausicaa et aux EVA de Neon Genesis Evangelion) qui détruira la ville à l'aide d'un canon laser géant.

## Fiche technique
Sauf indication contraire, les informations mentionnées dans cette section peuvent être confirmées par la base de données cinématographiques IMDb,  présente dans la section « Liens externes ».
- Titre : Giant God Warrior Appears in Tokyo
- Titre original : 巨神兵東京に現わる (Kyoshinhei Tōkyō ni arawaru?)
- Réalisation : Shinji Higuchi
- Scénario : Hideaki Anno (scénario) et Ōtarō Maijō (dialogues)
- Musique : Taisei Iwasaki (ja)
- Direction artistique : Toshio Miike (ja)
- Effets visuels : Atsuki Satō (ja)
- Son : Tōru Noguchi (effets sonores) et Yō Yamada (mixage)
- Production : Hideaki Anno
- Sociétés de production : Studio Ghibli
- Pays d'origine :  Japon
- Langue originale : japonais
- Genre : science fantasy
- Durée : 8 minutes
- Dates de sortie :
  - Japon : 10 juillet 2012

## Distribution
Sauf indication contraire, les informations mentionnées dans cette section peuvent être confirmées par la base de données cinématographiques IMDb,  présente dans la section « Liens externes ».
- Narratrice : Megumi Hayashibara (voix)
- Dieu guerrier géant : Hayao Miyazaki (voix)

## Histoire
Ce court-métrage a été créé pour promouvoir, au sein du musée d'art contemporain de Tokyo, une exposition s'étant déroulée en 2012, intitulée « Hideaki Anno's Special Effects Museum » (littéralement: le musée des effets spéciaux d'Hideaki Anno). La commande de ce court métrage a été passée par Hideaki Anno au studio Ghibli, qui en a assuré la production.

### Conception
Si le scénario est signé Hideaki Anno, c'est Hayao Miyazaki qui a réalisé le design du dieu-guerrier géant, tandis que Shinji Higuchi en est le réalisateur. Il s'agit du premier film en live action du studio Ghibli, œuvrant traditionnellement dans le cinéma d'animation. Ce court-métrage semble être un aperçu de ce que donnerait une fusion entre Nausicaä de la Vallée du Vent et Neon Genesis Evangelion.